# Júnior Alonso
Júnior Osmar Ignacio Alonso Mujica (Asuncion, 9 februari 1993) is een Paraguayaans voetballer die bij voorkeur als centrale verdediger speelt. Hij tekende in 2017 bij Lille OSC. In 2013 debuteerde hij voor Paraguay.

## Clubcarrière
Alonso is afkomstig uit de jeugdopleiding van Cerro Porteño. In 2013 debuteerde hij in het eerste elftal. In zijn eerste seizoen speelde hij 31 competitiewedstrijden. Het seizoen erop speelde de linksbenige verdediger dertig competitieduels. In januari 2017 werd hij voor 2,5 miljoen euro verkocht aan Lille OSC. Op 18 februari 2017 debuteerde de Paraguayaans international in de Ligue 1 tegen SM Caen.

## Interlandcarrière
In 2013 debuteerde Alonso voor Paraguay. Op 23 maart 2017 maakte hij zijn eerste interlandtreffer in de WK-kwalificatiewedstrijd tegen Ecuador.